# Рекерман, Йонас
Йонас Рекерман (нем. Jonas Reckermann; родился 26 мая 1979 года) ― германский игрок в пляжный волейбол. Вместе со своим последним партнером Юлиусом Бринком он выиграл золотую медаль на летних Олимпийских играх 2012 в Лондоне, которые стали самым успешным появлением немецкой команды по пляжному  волейболу на олимпиадах. Они были первым, и на сегодняшний день единственным европейским дуэтом, выигравшим золотую олимпийскую медаль. Также они были первой немецкой командой, которой удалось выиграть чемпионат мира. 

## Ранние турниры
Рекерман представлял свою родную страну на летних Олимпийских играх 2004 в Афинах, где он занял девятое место вместе с его партнером Маркусом Дикманом. Также он дважды выигрывал Европейский Чемпионат по пляжному волейболу, в 2002 и 2004 годах.
В 2009 году он выиграл четыре соревнования ФИВБ в том числе и Чемпионат мира, проходивший с 26 июня по 5 июля в Ставангере, где они обыграли дуэт Харли – Элисон в финале и бывших чемпионов мира и золотых призёров летних Олимпийских игр 2008 Роджерса и Даллхауссера в полуфинале.

## Олимпиада 2012
Бринк и Рекерман выиграли Олимпийский турнир по пляжному волейболу в Лондоне в 2012 году. В финале они обыграли Бразильскую команду Элисон – Эмануэль. Это была первая победа европейской страны в олимпийской истории пляжного волейбола.

## Партнеры по игре
- Юлиус Бринк
- Маркус Дикман
- Миша Урбацка
- Эрик Koренг

## Завершение спортивной карьеры и работа в СМИ
Рекерман завершил свою спортивную карьеру из-за травмы после сезона 2012 года.
В настоящее время он главный эксперт медиакомпании Скай Германиис по трансляциям соревнований по пляжному волейболу.